# 라종일 (1940년)
라종일(나종일, 羅鍾一, 1940년 12월 5일 ~ )은 대한민국의 정치학자, 공무원, 외교관이다. 종교는 천주교, 세례명은 요셉이다.

## 생애
서울 출신으로 1963년 서울대학교 정치학과를 나온 후 1972년 영국 케임브리지 대학교 정치학 박사 학위를 받았다. 1978년 경희대학교 교수에 임명되어 1978~1998년 경희대학교 교수로 활동하였다. 1997년 김대중 대통령 당선 후 대통령직 인수위원회에 참여 대통령직 인수위 행정실장이 되었다. 1998년 3월 국가안전기획부 1차장이 되었다가 2차장으로 전임되었다. 그뒤 1999년 국정원 1차장으로 발탁되었다. 2001~2003년 주영국 대한민국 대사관 대사 등을 역임하였다.
2000년 9월 4일에는 1년 계약직 국정원장 외교특보에 임명되었다. 2004~2007년 주일본 대한민국 대사관 대사 등을 지냈다. 2007~2011년 우석대학교 총장. 2011년 한양대학교 석좌교수가 되었다.

## 약력

### 학력
- 1959년 중앙고등학교 졸업
- 1963년 서울대학교 정치학과 졸업(정치학 학사)
- 1965년 서울대학교 대학원 정치학 석사
- 1972년 영국 케임브리지대학교 트리니티 칼리지(정치학박사/ 국제관계 전공)

### 경력
- 1969년 11월 29일 서울대학교 교양과정 부교수
- 1972년 미국 스탠포드대학교 정치문제연구소(Institute of Political Studies) 객원교수
- 1972년 ~ 1998년 경희대학교 정치외교학과 교수
- 1980년 경희대학교 정경대학 학장
- 1980년 5공헌법준비위원회 위원
- 1980년 유네스코주최 인권과 평화교육에 관한 태평양 지역회의 한국대표
- 1983년 ~ 1998년 경희대학교 인류사회재건연구원 원장
- 1988년 ~ 1993년 경희대학교 대학원 원장
- 1989년 유럽연구협회 부회장
- 1992년 김대중 대통령 후보 선거캠프에 참여
- 1994년 한국유럽학회 회장
- 1995년 새정치국민회의 총재 외교안보특보
- 1995년 ~ 1998년 새정치국민회의 중앙당 지도위원
- 1997년 새정치국민회의 통일, 국제특별위원장
- 1997년 제15대 대통령직 인수위원회 행정실 실장
- 1998년 3월 10일 국가안전기획부 제1차장
- 1998년 3월 28일 국가안전기획부 제2차장
- 1998년 국제 평화전략연구원 원장
- 1999년 국가정보원 해외,북한담당 제1차장
- 1999년 - 2000년 새정치국민회의 외교안보담당 총재특별보좌역
- 1999년 경희대학교 정치외교학과 교수
- 1999년 국제평화전략연구원 원장
- 2000년 새천년민주당 총재외교안보특보
- 2000년 시큐어소프트 고문
- 2000년 국가정보원 특별보좌관
- 2000년 국가정보원 외교담당 특별보좌역
- 2001년 주영국 대한민국 대사
- 2003년 - 2004년 대통령비서실 국가안보 보좌관
- 2003년 - 2004년 국가안전보장회의 상임위원회 위원장 겸 사무처장
- 2004년 주일본 대한민국 대사
- 2007년 3월 제10대 전주 우석대학교 총장
- 2011년 한양대학교 석좌교수
- 2016년 가천대학교 석좌교수
- 2019년 6월 - 한·일 의회외교포럼 자문위원

## 수상 경력
- 2006년 옥조근정훈장

## 저서
- 《정치이론 입문》
- 《현대서구정치론》 (경희대학교출판보, 1982)
- 《한국전쟁》 (예진기획, 1991)
- 《증언으로본 한국전쟁》 (예진기획, 1991)
- 《끝나지 않은 전쟁》 (전예원, 1994)
- 《유럽연구》 (예진출판사, 1994)
- 《사람과 정치》 (상경사, 1995)
- 《끝나지 않는 의문》 (남지, 1997)
- 《세계의 발견:라종일이 보고 겪은 한국 현대사》(경희대학교출판문화원, 2009)
- 《낙동강》 (형설라이프, 2010)
- 《아웅산 테러리스트 강민철》(창작과비평, 2013년 10월 10일)

## 가족 관계
- 아버지 : 나용균(羅容均)
- 어머니 : ?
- 부인 : 홍재자(洪宰子)
  - 딸 : 나연수
  - 딸 : 나영수
  - 딸 : 나한수
  - 아들 : 나경수
- 장인 : 홍경섭(洪景燮)
  - 처형 : ?

## 같이 보기
- 경희대학교
- 신건
- 임동원
- 이종찬
- 문희상
- 서정범
- 이강래
- 엄익준
- 김기섭

## 참고 자료
- 나종일 주영대사 내정자